# Diplazium pedatum
Diplazium pedatum là một loài thực vật có mạch trong họ Woodsiaceae. Loài này được Klotzsch miêu tả khoa học đầu tiên.